# Protivanov
Protivanov är en köping i Tjeckien.   Den ligger i regionen Olomouc, i den östra delen av landet, 190 km öster om huvudstaden Prag. Protivanov ligger 665 meter över havet och antalet invånare är 1 077.
Terrängen runt Protivanov är platt söderut, men norrut är den kuperad. Protivanov ligger uppe på en höjd. Runt Protivanov är det ganska glesbefolkat, med 31 invånare per kvadratkilometer. Närmaste större samhälle är Prostějov, 19,9 km öster om Protivanov. I omgivningarna runt Protivanov växer i huvudsak blandskog.